# Vall de Barcedana
La Vall de Barcedana és una antiga entitat política, jurídica i administrativa menor, però que arribà, des de l'edat mitjana i fins al final de la moderna, a tenir entitat pròpia (universitat, a l'edat moderna, aproximadament equivalent als actuals municipis).
Tingué ajuntament propi, amb capitalitat a Sant Martí de Barcedana, segons Pascual Madoz i a Sant Miquel de la Vall, segons d'altres, entre 1812 i febrer del 1847. La primera data correspon a la creació dels ajuntaments moderns a partir de la Constitució de Cadis, i la segona, a la supressió dels ajuntaments amb menys de 30 veïns (caps de família). La Vall de Barcedana sencera s'integrà en el terme d'Aransís.
Segurament es tractava d'una entitat heretada de l'antic castell de Sant Miquel de la Vall. No devia ocupar estrictament tota la vall del barranc de Barcedana, sinó només el tros que no depenia de Llimiana, però sobretot s'estenia a l'ampla vall del barranc de les Moles, principal afluent del de Barcedana, que és on hi ha els tres pobles que conformaven aquesta unitat: Sant Miquel de la Vall, que exercia de capital, Sant Martí de Barcedana i Sant Cristòfol de la Vall.
Com s'afirma a la bibliografia, a l'alta edat mitjana les valls tingueren un paper important en l'organització del territori. Entre les documentades en aquest sentit, cita la Vall de Barcedana.
Amb la formació dels actuals municipis, i al llarg de tot el segle xix, la Vall de Barcedana, amb el nom del seu poble principal, Sant Miquel de la Vall, constà adés com a territori independent, adés com a dependent de Llimiana, adés com a dependent d'Aransís, però amb territori propi definit, adés com a capital d'un ajuntament que duia el nom de Sant Miquel de la Vall, al qual estava agregat Aransís.
De tota manera, la vall de Barcedana geogràfica és una mica més extensa, ja que la meitat baixa és dins del terme de Llimiana, i la part més alta pertany a Gavet de la Conca, però dins de l'antic terme de Sant Salvador de Toló.
En la proposta derivada per l'informe popularment denominat Informe Roca, la Vall de Barcedana integrada pels pobles de Sant Cristòfol de la Vall, Sant Martí de Barcedana i Sant Miquel de la Vall, encara actualment pertanyents a Gavet de la Conca, havia de passar a formar part d'un nou terme municipal, amb el nom de Montsec, integrat també pels termes municipals de Castell de Mur, Llimiana i Sant Esteve de la Sarga. El nou municipi de Montsec, a més, entrava a formar d'una de les quatre agrupacions municipals del Pallars Jussà, integrada per Tremp, Talarn i Montsec.